# 預防原則
預防原則（德語：Vorsorgeprinzip），又稱 審慎原則、預警原則，指凡有活動或政策對公眾或環境有不可回復的損害威脅時，不得以缺乏充分的科學證據為由，推遲符合成本效益的預防措施。旨在防止環境惡化，而非回復或減輕災害。

## 背景
預防原則最早發展於1970年代德國與瑞典之環境法中的之概念。1982年聯合國海洋法公約第194條、1992年里約環境與發展宣言、2000年生物多樣性公約亦作了相關規範。

## 內涵
預防原則公認的定義，在里約環境與發展宣言第15條。

## 適用領域
- 環境保護
- 基因改造食品
- 生物多樣性